# Nicholas West

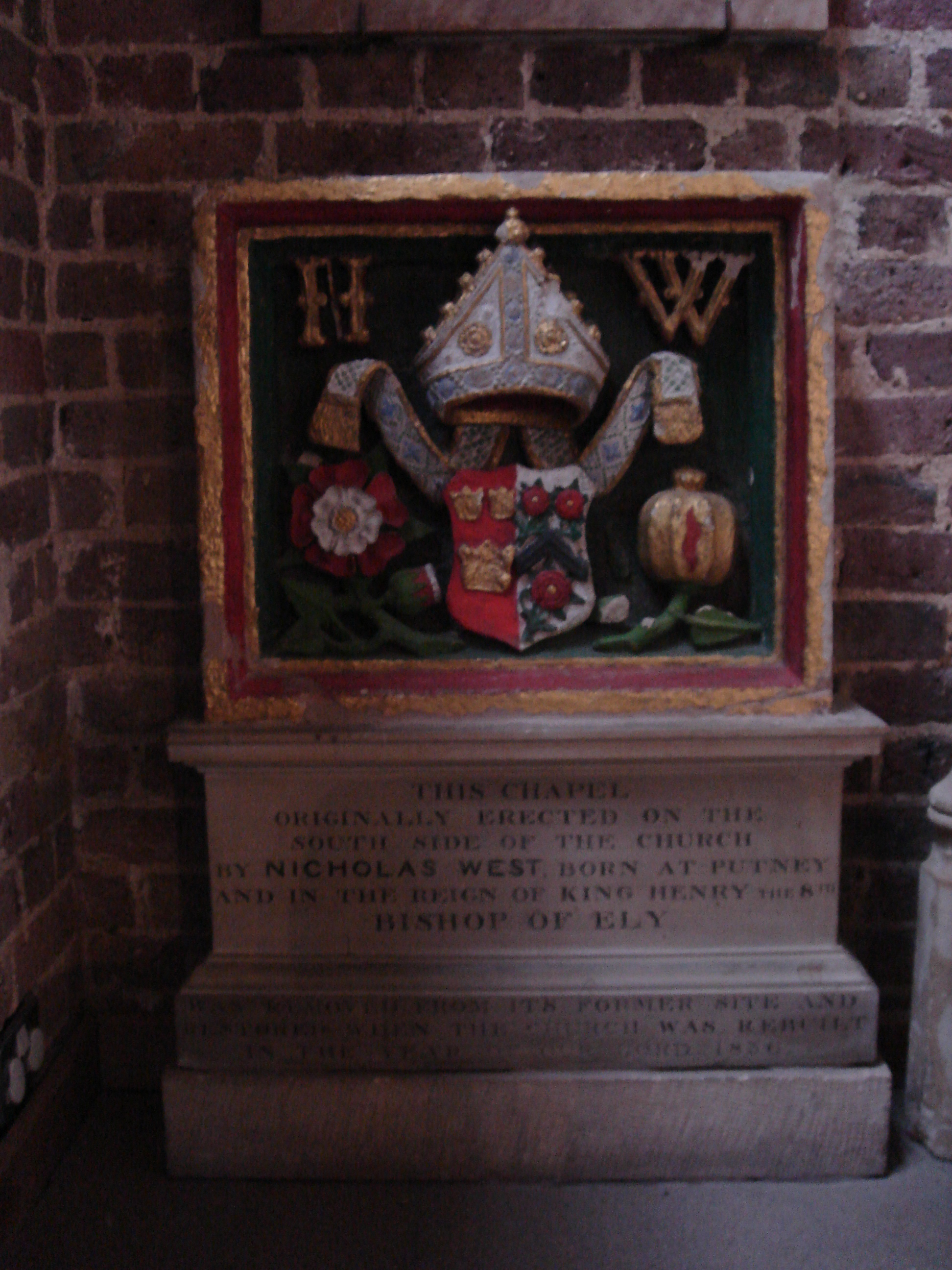
Monument à Nicholas West, église Sainte-Marie de Putney, montrant les armoiries du diocèse d'Ely partitionnées avec celle de West (D'argent, un chevron de sable accompagné de trois roses de gueules tigées et feuillées de vert), avec des insignes héraldiques au-dessous, la rose Tudor du roi Henri VIII et la grenade de la reine Catherine d'Aragon

Nicholas West (1461 — 28 avril 1533), est un évêque et diplomate anglais, né à Putney dans le Surrey, et ayant étudié à Eton et au King's College de Cambridge, dont il devient membre en 1486. Il a également étudié à l'université d'Oxford et à celle de Bologne.
Il est rapidement ordonné prêtre et nommé recteur de la paroisse d'Egglescliffe, à Durham, et devient ensuite l'aumônier d'Henri VIII.
En 1509, Henri VIII le nomme doyen de la chapelle Saint-Georges de Windsor (dont la voûte en éventail est achevée à cette époque), et en 1515 il devient évêque d'Ely. Avant son élévation, West était archidiacre de Derby (en). La longue et fructueuse carrière de West en tant que diplomate débute en 1502 grâce à son amitié avec Richard Foxe, évêque de Durham.
Servant les intérêts d'Henri VII, il rend visite à l'empereur Maximilien Ier, et à Georges de Saxe ; en 1506, il négocie un important traité commercial avec la Flandre et tente d'arranger un double mariage entre la fille du roi Marie et le futur empereur Charles Quint, ainsi qu'entre le roi lui-même et la sœur de Charles, Marguerite.
Sous Henri VIII, le roi envoya West à plusieurs reprises en Écosse et en France. Occupé principalement pendant les années 1513 et 1514 par des voyages en Écosse, il rend visite à Louis XII à l'automne 1514 et à son successeur François Ier en 1515.
En 1515, il conclut une alliance défensive entre l'Angleterre et la France, et il est le principal responsable des traités conclus entre les deux pays en 1518 et 1525 notamment. Le cardinal Wolsey lui accorde sa confiance et fait appel à ses services pour des missions personnelles. Il est également impliqué dans les négociations du Camp du Drap d'Or en 1520. Il aide à compléter les statuts juridiques établissant le Jesus College de Cambridge, qui avait été fondé en 1496 par l'un des prédécesseurs de West en tant qu'évêque d'Ely, John Alcock (en).

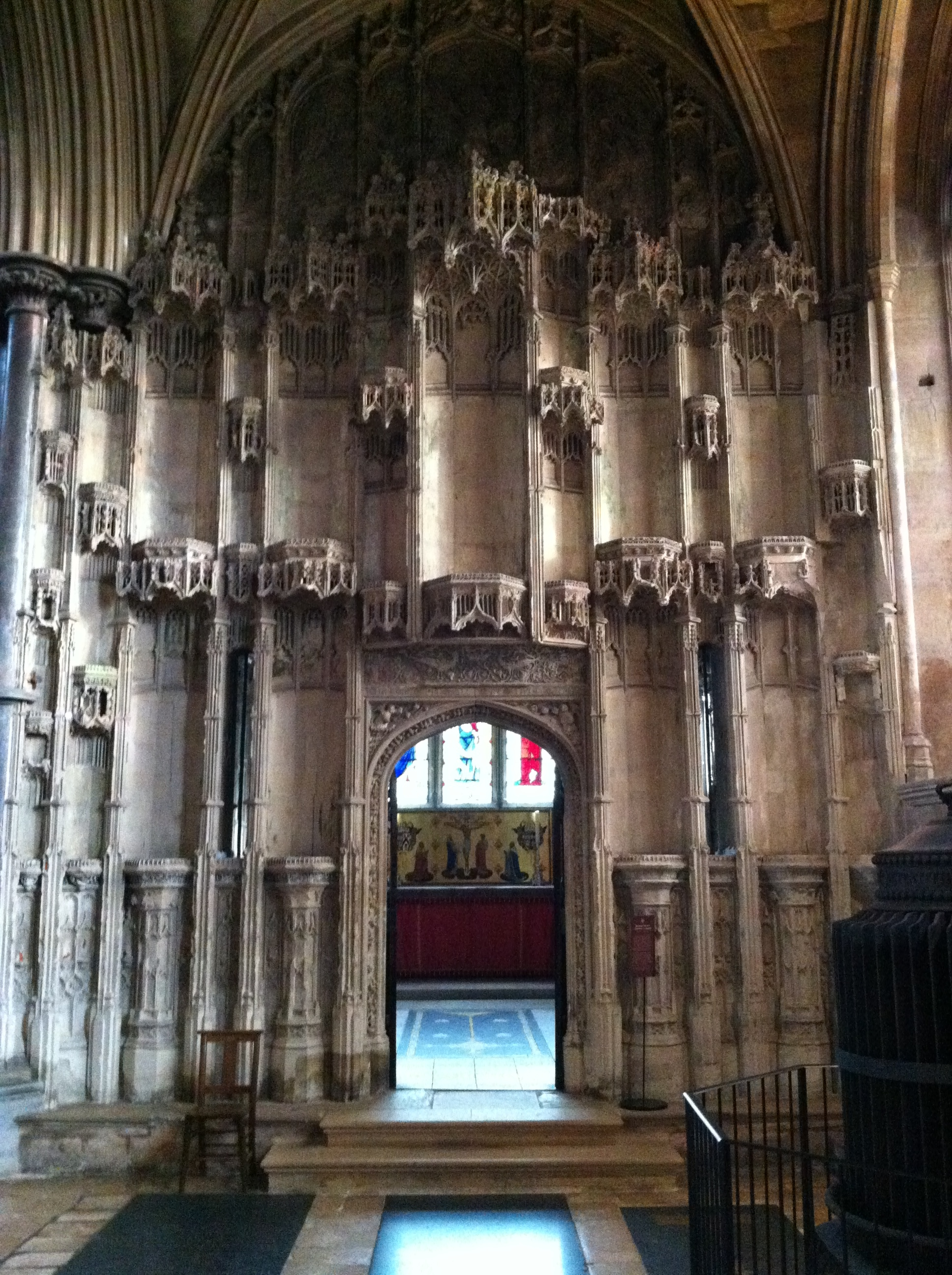
Chapelle de l'évêque West, cathédrale d'Ely. Les statues de niche ont été détruites par son successeur, le réformateur Thomas Goodrich.

Il devient évêque d'Ely en 1515 et, pendant les 19 années suivantes, « il vécut dans une plus grande splendeur que n'importe quel autre prélat de son temps, ayant plus de cent serviteurs ». Il fait construire une magnifique chantry (en) sur le côté sud-est du bras oriental de la cathédrale d'Ely, lambrissée de niches pour accueillir des statues (qui furent détruites ou défigurées quelques années plus tard lors de la Réforme), avec des tracés en éventail formant le plafond, et son tombeau sur le côté sud.
En 1771, la chapelle est également utilisée pour abriter les ossements de sept « bienfaiteurs de l'Église » saxons. Ces ossements avaient été transférés de l'ancienne abbaye saxonne dans le bâtiment normand et avaient été placés dans un mur du chœur lorsqu'il se trouvait dans l'octogone. Lorsque les stalles du chœur furent déplacées, le mur d'enceinte fut démoli et les ossements de Wulfstan, Osmund de Suède (en), Æthelstan d'Elmham (en), Ælfwine d'Elmham (en), Ælfgar d'Elmham, Eadnoth de Dorchester (en) et Brythnoth, premier évêque d'Ely, ont été retrouvés et réinstallés dans la chapelle de l'évêque West. La tombe de l'évêque Sparke (en), décédé en 1836, se trouve également dans cette chapelle contre le mur est.
L'évêque a également construit une chapelle dans l'église Sainte-Marie de Putney (en), sa ville de naissance.